# Соколово (деревня, Москва)
Соколово — деревня в Новомосковском административном округе Москвы (до 1 июля 2012 года была в составе Наро-Фоминского района Московской области). Входит в состав поселения Марушкинское.
Название, предположительно, произошло от некалендарного личного имени Сокол.

## Население
| 1852 | 1859 | 1890 | 1899 | 1926 | 2002 | 2006 |
| ---- | ---- | ---- | ---- | ---- | ---- | ---- |
| 294  | ↘105 | ↘53  | ↗72  | ↗120 | ↘58  | ↘44  |
| 2010 |      |      |      |      |      |      |
| ↗51  |      |      |      |      |      |      |

Согласно Всероссийской переписи, в 2002 году в деревне проживало 58 человек (21 мужчина и 37 женщин); преобладающая национальность — русские (91 %). По данным на 2005 год, в деревне проживало 44 человека.

## География
Деревня Соколово находится у Киевского шоссе примерно в 11 км к западу от центра города Московский. Ближайшие населённые пункты — деревни Марфино и Кривошеино.

## История
В середине XIX века сельцо Соколово относилось к 1-му стану Звенигородского уезда Московской губернии и принадлежало дочери коллежского советника — В. Г. Высоцкой. В сельце было 10 дворов, крестьян 123 души мужского пола и 171 душа женского.
В «Списке населённых мест» 1862 года Соколово (Парфенково) — владельческое сельцо 1-го стана Звенигородского уезда по левую сторону Ново-Калужского тракта из Москвы на село Нара Верейского уезда, в 31 версте от уездного города и 20 верстах от становой квартиры, при речке Свинорке, с 10 дворами и 105 жителями (53 мужчины, 52 женщины).
По данным на 1899 год — деревня Перхушковской волости Звенигородского уезда с 72 жителями.
В 1913 году — 18 дворов.
По материалам Всесоюзной переписи населения 1926 года — деревня Свинорьевского сельсовета Перхушковской волости Звенигородского уезда в 10,7 км от Петровского шоссе и 8,5 км от станции Апрелевка Киево-Воронежской железной дороги, проживало 120 жителей (55 мужчин, 65 женщин), насчитывалось 21 крестьянское хозяйство, работала лакировочная мастерская.
1929—1930 гг. — населённый пункт в составе Звенигородского района Московского округа Московской области.
1930—1963, 1965—2012 гг. — в составе Наро-Фоминского района Московской области.
1963—1965 гг. — в составе Звенигородского укрупнённого сельского района Московской области.